# CDU/CSU

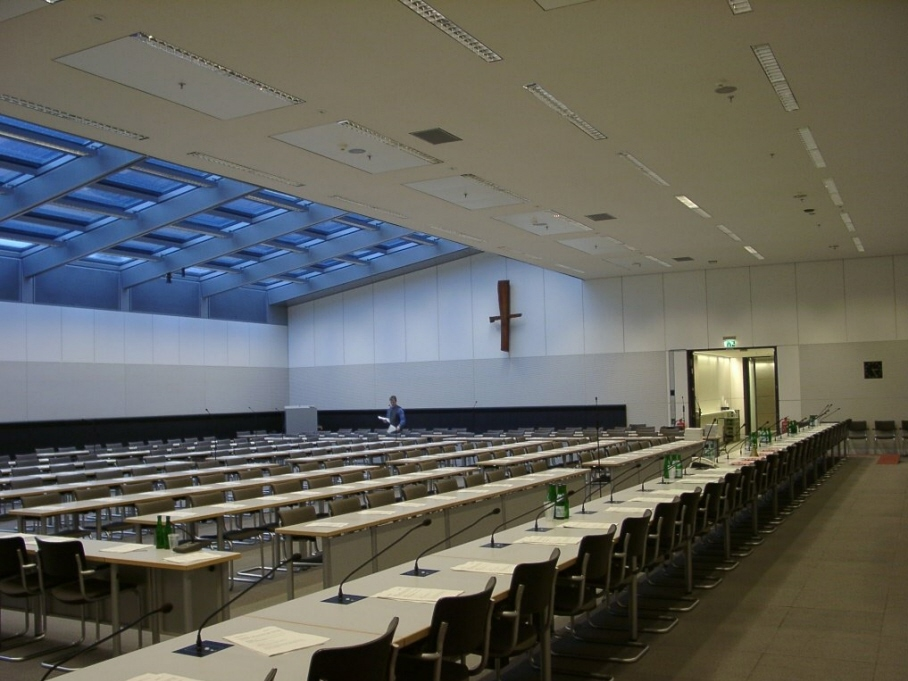
Sala posiedzeń grupy parlamentarnej CDU/CSU w Bundestagu

CDU/CSU – frakcja parlamentarna działająca w Bundestagu od 12 września 1949 roku, zwana powszechnie Unią. Łączy na szczeblu ogólnokrajowym dwie partie niemieckie – działającą na terenie całych Niemiec z wyjątkiem obszaru Bawarii – CDU, oraz bliźniaczą CSU, której obszar działania ogranicza się wyłącznie do terenu Bawarii.
CDU/CSU powstała na podstawie porozumienia międzypartyjnego zwanego Fraktionsvertrag. Młodzieżówka jest wspólna dla obu ugrupowań. Jest to Junge Union. W sprawach wagi państwowej i ogólnopaństwowych wyborów CDU i CSU ściśle ze sobą współpracują i wzajemnie koordynują poczynania, jednak pozostają prawnie i organizacyjnie oddzielnymi partiami. Frakcja wystawia wspólnego kandydata na kanclerza.
Różnice pomiędzy CDU oraz bardziej konserwatywną i eurosceptyczną CSU czasem doprowadzają do spięć. Najpoważniejsze miało miejsce w 1976 roku, kiedy to CSU pod przywództwem Franza Josefa Straußa zakończyło sojusz z CDU podczas konferencji partyjnej w Wilbad Kreuth. Decyzja ta została wkrótce potem zmieniona, zaraz po tym jak CDU zagroziła desygnowaniem kandydatów konkurencyjnych względem CSU w Bawarii.
Relacje pomiędzy CDU a CSU są historycznie paralelne do dawnych niemieckich partii chadeckich – katolickiej Partii Centrum i Bawarskiej Partii Ludowej jako jej lokalnego wariantu.

## Przewodniczący frakcji CDU/CSU w Bundestagu
- Heinrich von Brentano di Tremezzo (1949-1955)
- Heinrich Krone(inne języki) (1955-1961)
- Heinrich von Brentano di Tremezzo (1961-1964)
- Rainer Barzel (1964-1973)
- Karl Carstens (1973-1976)
- Helmut Kohl (1976-1982)
- Alfred Dregger(inne języki) (1982-1991)
- Wolfgang Schäuble (1991-2000)
- Friedrich Merz (2000-2002)
- Angela Merkel (2002-2005)
- Volker Kauder (2005-2018)
- Ralph Brinkhaus (2018-2022)
- Friedrich Merz (2022-2025)
- Jens Spahn (od 2025)[2]